# 英乃海拓也
英乃海 拓也（ひでのうみ たくや、1989年6月11日 - ）は、東京都江戸川区出身で、木瀬部屋所属の現役大相撲力士。本名は岩崎 拓也（いわさき たくや）。身長186.0cm、体重157.0kg。血液型はA型。最高位は東前頭6枚目（2021年5月場所）。好物は肉・生魚。好きなアーティストはマカロニえんぴつ。好きなYouTuberはやきとりボーイズ。目標とする力士は常幸龍。追手風部屋の翔猿は実弟である。

## 来歴
2人兄弟の長男として生まれた。江戸川区立上一色小学校1年次に相撲を始めた。10歳で台東区立小松竜道場に通い始め、道場で出る相撲大会の団体戦でレギュラーメンバーを務めていた。中学校は葛飾区立大道中学校に進学し、中学校の相撲部でも1年次からレギュラーとして活躍した。この時期には葛飾白鳥相撲教室に移籍。葛飾白鳥相撲教室と中学の1学年上には千代大龍が、7学年上には大道がいるが、中学相撲部でのレギュラー入りは千代大龍より英乃海のほうが先であった。なお剣翔は2学年下で翔猿は3学年下である。
2004年4月の台東区春季相撲大会では、前月に中学を卒業し足立新田高校に進学していた千代大龍と決勝戦で対決して勝利し優勝。小学・中学におけるアマ相撲での大活躍もあって、中学卒業後は埼玉栄高校に進学し相撲部に入部。ここでも1年次から団体戦レギュラーメンバーとなり、インターハイ団体連覇を経験。2年次の秋からは1年間主将も務めた。2年次に高等学校相撲金沢大会で個人優勝をするなど、高校時代は団体・個人共に活躍した。高校卒業後は複数の相撲部屋からスカウトもあったが、日本大学に進学し相撲部に入部。同級生には大喜鵬が、1学年上には常幸龍がいる。しかし、大学3年ごろから稽古に真面目に打ち込まなくなったため、大学卒業までの4年間で主だったタイトルを獲得することはなかった。
大学卒業後は日本大学の先輩である11代木瀬（元幕内・肥後ノ海）が師匠を務め、目標とする常幸龍も所属している木瀬部屋に入門、2012年5月場所で前相撲から初土俵を踏み、プロの力士となった。初めて番付に名前が載った翌7月場所はいきなり序ノ口優勝を決め、序二段上位まで躍進した翌9月場所も7戦全勝の序二段優勝とし、この時点で14連勝。翌11月場所は三段目に昇格したが、この場所の6日目に3番相撲で敗れ連勝は16でストップした。
2013年1月場所で幕下に昇進して以降は幕下に定着し、同年11月場所では関取昇進の可能性がある幕下15枚目以内の地位まで番付を上げた。2014には体重が急増して相撲の圧力も増すようになり、東幕下9枚目の地位で迎えた7月場所と最高位を更新して西幕下2枚目とした9月場所をそれぞれ6勝1敗とし、場所後の番付編成会議で11月場所での新十両昇進が決定した。関取昇進を確定させた折には「2年で（関取）に上がりたいと言っていたけど、そんなに甘くないと思っていた。大学時代はやることやらずにいたけど、今は一生懸命やってるので」と、プロ入り後の充実した稽古が実った様子を語り、四股名も新十両昇進を機に本名から「英乃海（ひでのうみ）」に改めた。この四股名は当時の日本大学相撲部監督の田中英壽の名前から「英」、母親の名前から「乃」、師匠の現役時代の四股名から「海」を引用したとされる。東京都からの新十両は、2012年9月場所の大喜鵬（2013年5月場所から出身地を福岡県飯塚市に変更）以来戦後46人目。新十両の当場所は3日目の魁戦で左足首を捻挫し、直後には自力で歩行することができないほどの重傷を負った。全治6週間と診断され4日目から途中休場。中日から再出場し、結果として場所を7勝5敗（うち1敗は不戦敗）3休の成績で当場所を終えた。2015年1月場所は5日目まで1勝4敗と不調であったもののそれ以降は追い上げ、最終的には9勝6敗の勝ち越し。5月場所は東十両5枚目で11勝4敗の好成績を挙げて、7月場所で新入幕を果たした。
入幕後は2場所続けて負け越して十両に陥落したが、陥落2場所目の2016年1月場所で十両優勝を果たし、続く3月場所で再入幕。同時に自己最高位も更新した。当場所と翌5月場所を連続して負け越しで終え、再び十両へ陥落。3度目の入幕となった11月場所は14日目の琴勇輝戦で張り手を受けて失神し、右足親指を負傷した。呼出に体を支えられて車椅子で運ばれ医務室に向かった後、福岡市内の病院へ救急車で搬送された。この取組が元で「頭部、右足打撲などで30日間の安静が必要」と診断されて千秋楽を休場。場所成績も4勝11敗の大敗であった。尚、当場所の幕内力士の休場者は英乃海のみであったが、幕内の休場力士が千秋楽の1人だけであったのは1960年9月場所以来のことであった。2017年4月9日の春巡業静岡場所では弟の翔猿に、プロ入り以降初めて胸を出した様子が伝えられた。5月場所は東十両5枚の地位を与えられ8勝7敗。7月場所はやや幸運で2枚半上昇の西十両2枚目。2018年1月場所は序盤から黒星が先行したものの、中日から7連勝と調子を上げた。その間に十両の成績上位者が相次いで星を落とし、14日目終了時点で4敗で単独の首位に踊り出たが、千秋楽の貴源治戦に敗れて5敗に後退。その後の妙義龍との優勝決定戦にも敗れ、十両優勝を目前にしながら逃す結果となった。しかし前場所に続いて2場所連続での二桁勝利を挙げ、翌3月場所は8場所ぶりに幕内に在位。しかし3勝12敗と大敗を喫して1場所で十両へ逆戻りとなった。その後も不調が続き、2018年9月場所で千秋楽の不戦勝によって4場所ぶりの勝ち越しを確定させた。
2021年1月場所は西十両6枚目で11勝4敗の好成績を挙げたことから、翌3月場所は3年ぶり5度目の幕内昇進となり、西前頭15枚目の地位を与えられた。この場所は、8日目までは2連勝と2連敗を交互に繰り返す星並びであったが、9日目からの5連勝が光り、12日目に幕内で初めてとなる勝ち越しを決め、最終的に10勝5敗と二桁まで星を伸ばした。当場所は弟の翔猿も西前頭8枚目の地位で同じく10勝を挙げ、兄弟揃って幕内で二桁勝利を決めた格好となった。この好成績により、翌5月場所は兄弟共に最高位を更新。翔猿は6枚上昇の西前頭2枚目で最高位を2枚更新したのに対し、英乃海自身は番付運に恵まれ9枚半上昇と、勝ち越し5点の倍近くに番付を上げて東前頭6枚目と、それまでの最高位を6枚半更新する快挙を遂げた。当場所は初日の阿武咲戦で黒星スタート後4連勝して序盤戦は4勝1敗の好成績。しかし6日目以降は12日目の若隆景戦を除き全て黒星と大きく崩れ5勝10敗に終わった。
2021年12月22日、英乃海が違法賭博に関与した疑いがあるとして師匠11代木瀬の判断で2022年1月場所を休場する旨が、日本相撲協会から発表された。その後2022年1月27日の理事会で1場所出場停止（謹慎休場した1月場所が出場停止扱いになった）と報酬減額の処分を受けた（詳細は後述）。
謹慎休場に伴い西十両2枚目に降格した3月場所は、初日の東龍戦を寄り切りで白星とした後で「寛大な処分だったので、少しでも返していけるように。（協会に）残していただいたからには、もっと上を目指して頑張りたい」とコメントし、最終的には8勝7敗と勝ち越した。その3月場所から1年間で4度の勝ち越しを果たすものの、いずれも8勝7敗だったことと、西十両筆頭で勝ち越した際に翌場所も同位据え置きになるなど番付運にも恵まれず、幕内再復帰は果たせなかった。2023年3月場所からは連続で負け越し、西十両12枚目で迎えた7月場所では、10日目まで五分の星から終盤5連敗で5勝10敗と大きく負け越し、かつ幕下力士4人との対戦では4戦全敗だったこともあり、9月場所は東幕下2枚目に降格、関取連続在位は52場所で終わった。9月場所では5勝2敗とし、9月27日に開かれた番付編成会議で11月場所の十両復帰が正式に発表された。11月場所は6日目の勝った相撲で負傷。「左腓腹筋肉離れ」で「2週間の安静加療を要する見込み」とされ、7日目から休場していた。しかし千秋楽まで休場すると幕下陥落が確定する状況であったため、3日間の休場をはさみ、4勝3敗2休の成績で10日目から再出場。10日目から2連勝して十両残留ラインである6勝に乗せた。2024年1月場所は、負け越し点3ながら奇跡的に番付据え置き。2024年9月場所は6勝9敗だが、11月場所は番付に恵まれて1枚下降で済んだ。2025年5月場所は東十両2枚目の地位で相撲を取り、9勝6敗と勝ち越したため、翌7月場所は出場停止の2022年1月場所以来21場所ぶりとなる幕内復帰、西前頭15枚目となったが、初日から4連敗の後5日目から途中休場。中日から再出場したが、2勝11敗2休と大きく負け越した。

## 取り口
中アンコ体型を活かした右四つの相撲が特徴で、浅い上手を取れるかどうかに勝敗が比較的左右されやすい。多くの場合、前に出て勝つか寄り切られて負けるかの2つの1つであるが、偶に上手からの攻めで負けることもある。2019年5月場所9日目の大奄美戦ではもろ差ししからの攻めで3連敗中であった大奄美を下し右差し左上手だけの力士ではないところを見せたが、その日のNHK大相撲中継解説の21代音羽山曰く「狙ったのではなく偶々もろ差しになった」とのこと。

## 主な成績
2025年7月場所終了現在
- 通算成績：522勝506敗22休（79場所）
- 幕内成績：70勝108敗17休（13場所）
- 各段優勝
  - 十両優勝1回（2016年1月場所）
  - 序二段優勝1回（2012年9月場所）
  - 序ノ口優勝1回（2012年7月場所）

### 場所別成績
| | 一月場所 初場所（東京）     | 三月場所 春場所（大阪） | 五月場所 夏場所（東京） | 七月場所 名古屋場所（愛知） | 九月場所 秋場所（東京） | 十一月場所 九州場所（福岡） |
| --- | --------------------------- | ----------------------- | ----------------------- | --------------------------- | ----------------------- | --------------------------- |
| 2012年 （平成24年） | x                           | x                       | （前相撲）              | 東序ノ口17枚目 優勝 7–0     | 東序二段11枚目 優勝 7–0 | 西三段目18枚目 6–1          |
| 2013年 （平成25年） | 東幕下36枚目 4–3            | 西幕下28枚目 3–4        | 西幕下39枚目 5–2        | 東幕下26枚目 4–3            | 西幕下20枚目 4–3        | 西幕下15枚目 4–3            |
| 2014年 （平成26年） | 西幕下12枚目 4–3            | 西幕下8枚目 4–3         | 東幕下5枚目 3–4         | 東幕下9枚目 6–1             | 西幕下2枚目 6–1         | 東十両11枚目 7–5–3          |
| 2015年 （平成27年） | 西十両11枚目 9–6            | 東十両7枚目 8–7         | 東十両5枚目 11–4        | 東前頭13枚目 6–9            | 西前頭15枚目 6–9        | 東十両3枚目 8–7             |
| 2016年 （平成28年） | 西十両2枚目 優勝 11–4       | 西前頭12枚目 7–8        | 西前頭13枚目 5–10       | 東十両2枚目 7–8             | 東十両4枚目 9–6         | 東前頭13枚目 4–11           |
| 2017年 （平成29年） | 西十両筆頭 7–8              | 東十両3枚目 6–9         | 東十両5枚目 8–7         | 西十両2枚目 5–10            | 東十両7枚目 6–9         | 東十両10枚目 10–5           |
| 2018年 （平成30年） | 西十両3枚目 10–5            | 西前頭16枚目 3–12       | 西十両4枚目 7–8         | 西十両5枚目 7–8             | 東十両6枚目 8–7         | 西十両4枚目 6–9             |
| 2019年 （平成31年 /令和元年） | 西十両8枚目 6–9             | 東十両10枚目 9–6        | 西十両6枚目 7–8         | 東十両7枚目 8–7             | 西十両6枚目 9–6         | 東十両4枚目 8–7             |
| 2020年 （令和2年） | 西十両2枚目 8–7             | 西十両筆頭 6–9          | 感染症拡大 により中止   | 西十両4枚目 5–10            | 東十両9枚目 9–6         | 西十両5枚目 7–8             |
| 2021年 （令和3年） | 西十両6枚目 11–4            | 西前頭15枚目 10–5       | 東前頭6枚目 5–10        | 東前頭9枚目 7–8             | 西前頭9枚目 7–8         | 西前頭9枚目 8–7             |
| 2022年 （令和4年） | 東前頭8枚目 出場停止 0–0–15 | 西十両2枚目 8–7         | 西十両筆頭 8–7          | 西十両筆頭 6–9              | 東十両5枚目 8–7         | 東十両4枚目 4–11            |
| 2023年 （令和5年） | 西十両9枚目 8–7             | 東十両8枚目 6–9         | 東十両11枚目 6–9        | 西十両12枚目 5–10           | 東幕下2枚目 5–2         | 西十両11枚目 6–7–2          |
| 2024年 （令和6年） | 西十両11枚目 10–5           | 東十両7枚目 7–8         | 東十両8枚目 6–9         | 東十両9枚目 9–6             | 東十両6枚目 6–9         | 東十両7枚目 8–7             |
| 2025年 （令和7年） | 東十両6枚目 7–8             | 西十両6枚目 10–5        | 東十両2枚目 9–6         | 西前頭15枚目 2–11–2         | x                       | x                           |
| 各欄の数字は、「勝ち-負け-休場」を示す。 優勝 引退 休場 十両 幕下 三賞：敢=敢闘賞、殊=殊勲賞、技=技能賞 その他：★=金星 番付階級：幕内 - 十両 - 幕下 - 三段目 - 序二段 - 序ノ口 幕内序列：横綱 - 大関 - 関脇 - 小結 - 前頭（「#数字」は各位内の序列） |                             |                         |                         |                             |                         |                             |

## 合い口
2025年7月場所終了現在
（以下は最高位が横綱・大関の現役力士）
- 横綱・豊昇龍には4勝。豊昇龍の大関昇進前の対戦成績である。
- 大関・琴櫻には1勝1敗。琴櫻の大関昇進前の対戦成績である。
- 元大関・髙安には2勝。髙安の大関昇進前と、陥落後の対戦成績である。
- 元大関・朝乃山には1敗。朝乃山の大関昇進前の対戦成績である。
- 元大関・正代には1敗。正代が大関昇進前の対戦成績である。
- 元大関・霧馬山には1敗。霧島の大関昇進前の対戦成績である。
- 元大関・御嶽海には2敗。御嶽海の大関昇進前、大関陥落後の対戦成績である。

（以下は最高位が横綱・大関の引退力士）
- 元大関・栃ノ心には1勝1敗。いずれも栃ノ心の大関陥落後の対戦である。

### 幕内対戦成績
| 力士名   | 勝数 | 負数 | 力士名   | 勝数 | 負数 | 力士名   | 勝数 | 負数 | 力士名   | 勝数 | 負数 |
| -------- | ---- | ---- | -------- | ---- | ---- | -------- | ---- | ---- | -------- | ---- | ---- |
| 碧山     | 1    | 3    | 天空海   | 0    | 1    | 朝赤龍   | 0    | 1    | 朝乃山   | 0    | 1    |
| 阿炎     | 0    | 1    | 阿夢露   | 0    | 2    | 勢       | 0    | 3    | 石浦     | 1    | 2    |
| 逸ノ城   | 0    | 3    | 遠藤     | 0    | 3    | 阿武剋   | 1    | 0    | 阿武咲   | 1    | 2    |
| 隠岐の海 | 0    | 1    | 魁聖     | 1    | 2    | 鏡桜     | 1    | 1    | 輝       | 2    | 2(1) |
| 嘉陽     | 0    | 1    | 北太樹   | 1    | 1    | 旭秀鵬   | 1    | 1    | 旭天鵬   | 0    | 1    |
| 霧馬山   | 0    | 1    | 草野     | 0    | 1    | 琴栄峰   | 0    | 1    | 琴恵光   | 3    | 0    |
| 琴ノ若   | 1    | 1    | 琴勝峰   | 1    | 1    | 琴勇輝   | 2    | 2    | 佐田の海 | 2    | 2    |
| 里山     | 2    | 0    | 獅司     | 0    | 1(1) | 正代     | 0    | 1    | 松鳳山   | 0    | 2    |
| 青狼     | 1    | 2    | 蒼国来   | 0    | 4    | 大奄美   | 1    | 1    | 大栄翔   | 2    | 2    |
| 大翔丸   | 2    | 2    | 貴ノ岩   | 0    | 3    | 隆の勝   | 0    | 2    | 髙安     | 2    | 0    |
| 宝富士   | 2    | 0    | 豪風     | 1    | 1    | 玉鷲     | 1    | 4    | 千代鳳   | 1    | 3    |
| 千代翔馬 | 4    | 1    | 千代大龍 | 4    | 3    | 千代ノ皇 | 1    | 1    | 千代の国 | 1    | 3    |
| 千代丸   | 1    | 1    | 剣翔     | 0    | 3    | 照強     | 2    | 3    | 時天空   | 1    | 1    |
| 時疾風   | 1    | 0    | 栃煌山   | 0    | 1    | 栃ノ心   | 1    | 1    | 豊ノ島   | 0    | 2    |
| 豊響     | 2    | 1    | 錦木     | 1    | 1    | 藤ノ川   | 0    | 1    | 豊昇龍   | 4    | 0    |
| 北勝富士 | 1    | 2    | 誉富士   | 1    | 1    | 御嶽海   | 0    | 2    | 翠富士   | 1    | 1    |
| 妙義龍   | 2    | 3    | 豊山     | 2    | 0    | 竜電     | 0    | 2    | 狼雅     | 0    | 1    |
| 若隆景   | 1    | 0    |          |      |      |          |      |      |          |      |      |

## エピソード
- 序ノ口と序二段での優勝決定戦は、共に同期同部屋の濱口（現・志摩ノ海）と対戦したが、同じ部屋の2人が2場所続けて優勝決定戦に出場するのは、優勝決定戦制度が誕生して以降で初めてのことであった[25]。
- 2012年11月場所で初土俵からの連勝記録が16でストップしたが、この16勝目の相手は大砂嵐で、連勝ストップとなる初黒星の相手は貴月芳だった。2場所連続で優勝決定戦を戦った濱口も同様に連勝記録が伸びていたが、濱口の連勝記録14の最後の相手と連勝ストップの相手も、それぞれ大砂嵐と貴月芳で、2人は同じ組み合わせで連勝記録が終わったことになる。
- 2014年9月場所9日目の5番相撲で関取昇進を確定させた際には、師匠の木瀬が45歳の誕生日（9月23日）を迎える前日であることに触れて「くさいけど、いい親孝行、恩返しをしたい気持ちがあった」とコメントしていた[7]。
- 十両昇進に伴う四股名の改名の際に「木瀬ノ富士」という四股名も候補に挙がっていたとされる[3]。
- 2016年7月場所の送迎のワゴン車には自身と顔が似ていると評判のカレーパンマンの大きなステッカーが貼られていた。大島からは「いつ選挙に立候補したんだ」と冷やかされた[1]。
- 2016年9月場所はショッキングピンクの締め込みをして話題になった。自身は「ホームテックさんの化粧まわしが黄色なので、締め込みも黄色にしようかと思ったんですが、カレーパンマン（に似ている）といじられてますし、輝関にも似てしまう。この色なら、これからも選ぶ人はいないでしょう[26]」とコメントした。
- Twitterを利用している。
- 2015年8月10日の大相撲夏巡業五泉場所の朝稽古では、腰痛により申し合いを途中でやめて土俵から引き上げたとき、稽古場に残っている稀勢の里にあいさつし忘れた。そのため稀勢の里は土俵下で数分間、英乃海を時折小突きながら鬼の形相で説教した。この日稀勢の里は、ぶつかり稽古でも指名して15分間胸を出していた[27]。
- 2015年11月場所2日目に北磻磨戦で髷掴みを指摘され、故意であるか否かという協議を経ることなく髷を掴んだこと自体を理由に反則負けとなった。これにより英乃海は、2014年10月に改定された新しい公認勝負規則で厳しく取ることになった髷つかみによる反則を取られるという、十両の取組においては初の記録を残した力士となった[28]。
- 2017年7月場所にて弟の翔猿の新十両昇進が決定したことにより、史上18組目の兄弟関取となる[29]。因みに、別々の部屋に入門した兄弟による兄弟同時関取は、史上3組目の事例である。
- 2017年8月8日の夏巡業（青山学院場所）では弟の翔猿と共に握手会を行ってファンサービスに努めた[30]。
- 2018年7月場所初日にAbemaTVの大相撲中継で、「実の弟に十両の翔猿と序二段の海猿がいる」と紹介された。翔猿は正真正銘自身の実弟であるが、海猿（宮城野部屋）は弟ではなく、AbemaTVの誤報であった。この誤報の背景には、翔猿が海猿のことを同年の春巡業中に冗談で弟だと紹介していたことがあり、その冗談をAbemaTVが正しい情報だと誤認したとされる[31][32]。指摘を受け英乃海の紹介テロップから海猿のくだりは削除されたが、翔猿の取組時には同内容のテロップが表示され続けた。
- 2020年6月に公開された相撲協会公式YouTubeチャンネルの動画ではステイホーム中の過ごし方としてYouTube鑑賞、読書を挙げた。前者は昔の相撲の映像が、後者は相撲関連の書籍がお気に入りとのこと[33]。
- 2021年11月場所10日目の輝戦では右腕を折られんばかりに極められ(取組は押し出しで英乃海の勝ち)、取組後に輝に睨みを利かせるような一幕があった[34]。

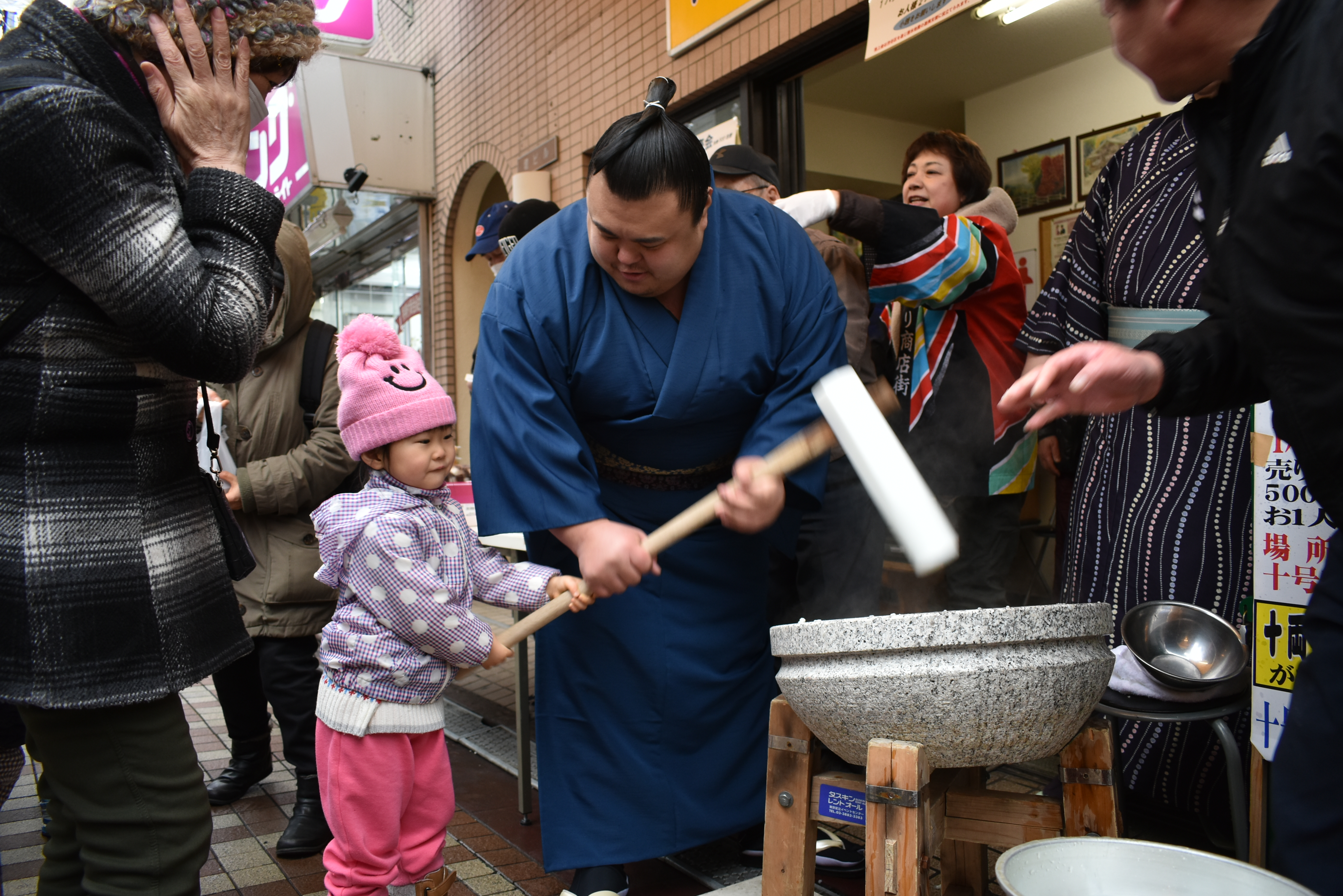
木瀬部屋力士衆による 「もちつき即売会」渋谷区笹塚十号通り（2019年2月9日撮影）
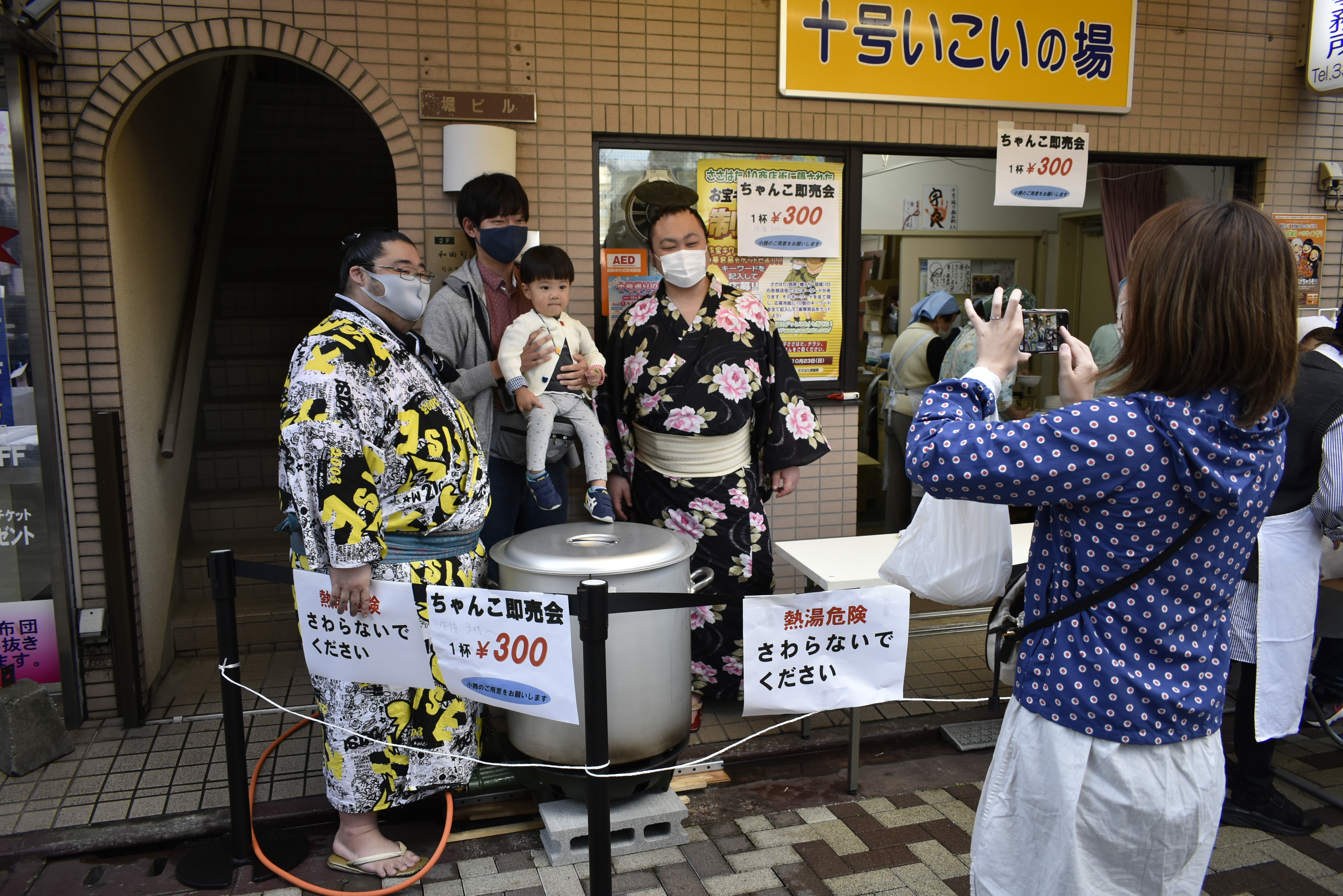
木瀬部屋力士による「ちゃんこ即売会」渋谷区笹塚十号通り（2022年10月10日撮影）

## 改名歴
- 岩﨑 拓也（いわさき たくや） 2012年5月場所 - 2014年9月場所
- 英乃海 拓也（ひでのうみ たくや）2014年11月場所 -

## 違法賭博への関与

### 2022年1月場所休場の発表と経緯
2021年12月22日、日本相撲協会は英乃海が違法賭博に関与した疑いがあるとして師匠11代木瀬の判断で2022年1月場所を休場する旨を発表した。同日、11代木瀬より相撲協会に申告があり、詳細の調査が進められた。同部屋所属で同じ日大相撲部出身、英乃海の付け人でもあり、2022年1月場所の新十両が決まっていた紫雷も関わったとされた。
2010年の大相撲野球賭博問題で解雇者も出たことから、相撲協会は過去に研修会などで違法行為を何度も戒めてきた。そのこともあり、関与の事実が認定され場合、違法行為に及んだ力士・所属部屋への厳罰が取沙汰された。木瀬部屋は過去にも、師匠11代木瀬が2009年7月場所のチケットを山口組系暴力団幹部に手配したことが2010年に判明し、部屋閉鎖の処分となり、同年5月から11代木瀬と部屋所属力士を北の湖部屋が預かり、2012年4月の部屋再開の折には二度と問題を起こさない旨の誓約書を相撲協会に提出していたという。
12月25日の報道によると、相撲協会は違法カジノを捜査していた警察からの情報で英乃海らの疑惑を知ったという。同日、尾車事業部長が以後コンプライアンス委員会（青沼隆之委員長＝元名古屋高検検事長）で事情聴取をして明らかにする旨を述べた。
2022年1月8日、前年9月に摘発した草加市の違法カジノ店に出入りし賭博に関与した疑いで、埼玉県警が英乃海と紫雷を事情聴取していたことが報道され、同時期には相撲協会コンプライアンス委員会も両力士に複数回の聴取を実施した。
同月14日、両力士と11代木瀬を聴取してきたコンプライアンス委員会は最終会合で処分意見を協議し、八角理事長に答申を行った。英乃海と紫雷は同委員会の聴取に対して賭博への関与を認め、埼玉県警の捜査関係者によって両力士の違法カジノへの出入りも確認されたという。
同月24日、コンプライアンス委員会は、英乃海には出場停止1場所、紫雷には出場停止無しの処分意見をまとめたとされる。両力士は賭博への関与を認めているものの、店への出入りは数回で、賭け金も少なかったこと、加えて出入りした時期は協会が新型コロナウイルス感染防止のため外出を禁じた時期ではなく、対応ガイドライン違反にはならないこと、紫雷は当時は関取ではなく英乃海の付け人としての同行であった点も考慮されたという。
同月25日、埼玉県警は2021年夏から秋ごろに草加市の違法カジノ店でパチスロ機を使って賭博をしたとして、賭博容疑で英乃海と紫雷を書類送検した。他の力士の出入りもあったという情報もあったが、関与は確認されなかったという。

### 英乃海・紫雷、11代木瀬（元幕内・肥後ノ海）への処分
2022年1月27日、日本相撲協会は定例理事会で英乃海と紫雷の処分を決定した。両力士は、コンプライアンス委員会の調査に対し、草加市の違法カジノへ2回（2021年7月30日、8月11日）出入りしたことと、パチスロ機で賭博したことを認めたという。英乃海の賭け金は10万円以下で常習性は無く、紫雷は英乃海の付け人としての関与であった。理事会は同委員会の答申通り、英乃海には出場停止1場所と報酬減額（20パーセント）2か月、紫雷は譴責処分とした。師匠の11代木瀬は師匠としての監督責任が問われたが、今回に限り懲戒処分は見合わせることとなり、八角理事長から弟子の指導について厳重注意を受けた。なお、英乃海の1月場所の謹慎休場は処分決定と同時に出場停止扱いに変更されているため、英乃海は紫雷とともに2022年3月場所以降を出場することが認められた。
1月27日付の毎日新聞のWeb版は1場所出場停止という英乃海の処分に対して「刑事事件として書類送検されながら、新型コロナウイルス感染対策のガイドライン違反で大関だった朝乃山が6場所、阿炎や竜電が3場所の出場停止だったことに比べて処分が軽く、協会の判断基準に違和感をぬぐえない」と甘いとする意見を示した。
その一方、英乃海と紫雷はタニマチ筋には性格良好で評判だったと日刊ゲンダイが報じている。「温厚でガツガツしておらず、弟(翔猿)に知名度で水をあけられても気にしない。『弟には負けたくないだろ』と言われても、『いやあ、頑張ってほしいですよ』と話すのんびり屋。素質はあっても人の良さが邪魔をしていたのか、長く十両で足踏みしていた」とタニマチ筋は英乃海を語っていたという。
2月25日付でさいたま地検は英乃海と紫雷を不起訴処分とした。理由については明らかにされなかった。